# Potwór z Gyeongseongu
Potwór z Gyeongseongu (kor. 경성크리처) – południowokoreański dramat historyczny, który łączy w sobie elementy suspensu, tajemnicy oraz grozy. Scenariusz napisała Kang Eun-kyung, a reżyserią zajęli się Chung Dong-yoon i Roh Young-sub. W głównych rolach występują Park Seo-joon, Han So-hee i Claudia Kim. Akcja serialu rozgrywa się w 1945 roku, podczas okupacji Gyeongseong (dawna nazwa Seulu) przez Cesarską Armię Japońską. Fabuła ukazuje brutalność, jakiej doświadczali cywile z rąk japońskich sił okupacyjnych, w tym tajne eksperymenty biologiczne przeprowadzane na ludziach, buntowników, którzy przeciwstawiają się okupantom, oraz potwora stworzonego w wyniku tych eksperymentów. Pierwszy sezon został wydany na Netflixie od 22 grudnia 2023 roku do 5 stycznia 2024 roku. Drugi sezon został wydany 27 września 2024 roku.

## Fabuła

### Sezon 1
Wiosną 1945 roku w Gyeongseong, podczas japońskiej okupacji Korei, Jang Tae-sang, właściciel najbardziej dochodowego lombardu w mieście, oraz Yoon Chae-ok, tropicielka poszukująca swojej zaginionej matki, stawiają czoła dziwnemu stworzeniu, które powstało w wyniku tajnych eksperymentów biologicznych przeprowadzanych w szpitalu Ongseong.

## Obsada

### Główna
- Park Seo-joon jako Jang Tae-sang / Ho-jae – bogaty właściciel Domu Złotego Skarbu (Geumokdang), najlepszego lombardu w Gyeongseong. Jest również najlepszym informatorem w Gyeongseong.
- Han So-hee jako Yoon Chae-ok – specjalistka w odnajdywaniu zaginionych osób.
- Claudia Kim jako Yukiko Maeda – potężna japońska arystokratka, która potajemnie kontroluje obszar Gyeongseong.

### Drugoplanowa
- Kim Hae-sook jako pani Nawol – diakon Geumokdang, która opiekuje się Jang Tae-sangiem od dzieciństwa. Zarządza i dba o interesy, gdy właściciel jest nieobecny.
- Jo Han-chul jako Yoon Jung-won – ojciec Yoon Chae-ok i mąż Choi Seong-sim.
- Wi Ha-joon jako Kwon Jun-taek – działacz na rzecz niepodległości oraz bliski przyjaciel Tae-sanga.
- Park Ji-hwan jako Gu Gap-pyeong – kamerdyner Geumokdang.
- Ok Ja-yeon jako Na Young-chun – właścicielka baru Moonlight.
- Ahn Ji-ho jako Park Beom-o – chłopak pracujący w Geumokdang.
- Choi Young-joon jako pułkownik Kato – szef wojskowy w szpitalu Onseong.
- Hyun Bong-sik jako Ichiro – dyrektor szpitala Onseong.
- Kim Do-hyun jako komisarz Ishikawa (jap. 石川委員 Kyokuchō Ishikawa) – szef japońskiej policji w Gyeongseong i mąż Yukiko Maedy.
- Woo Ji-hyun jako Ryu Sachimoto (jap. 幸本龍 Sachimoto Ryū) – artysta zatrudniony przez Ichiro do rysowania wyników eksperymentów w szpitalu Onseong.
- Lee Kyu-sung jako Mori – podwładny Ishikawy, którego zadaniem jest śledzenie Tae-sanga.
- Ji Woo jako Myeong-ja – Gisaeng z Chunwol-gwan i kochanka Ishikawy, która zaginęła.
- Kang Mal-geum jako Choi Seong-sim / Seishin – matka Chae-ok, która jest przedmiotem eksperymentów biologicznych prowadzonych przez japońskie wojsko.
- Im Chul-soo jako Pan Oh – działacz na rzecz niepodległości udający sprzątacza w szpitalu Onseong, aby odnaleźć swojego zaginionego brata.
- Kim Yoon-woo jako Choi Yeong-gwan.
- Jo Jae-ryong jako Soma – japoński oficer wojskowy, któremu powierzono zarządzanie więźniami w podziemnym więzieniu szpitala Onseong.
- Yeon Je-wook jako Lee In-hyuk – działacz na rzecz niepodległości i towarzysz Jun-taeka.
- Kim Yool-ho.

## Produkcja

### Sezon 1
W styczniu 2022 roku zespół produkcyjny potwierdził obsadę i ujawnił, że zdjęcia są obecnie w toku.
3 marca 2022 roku pojawiły się doniesienia, że Wi Ha-joon uzyskał pozytywny wynik testu na COVID-19, w wyniku czego zdjęcia zostały wstrzymane, ponieważ aktor przebywał na kwarantannie.
3 sierpnia 2022 roku pojawiły się doniesienia, że aktorka Han So-hee doznała drobnego urazu twarzy podczas kręcenia sceny akcji do serialu. 11 sierpnia agencja Han So-hee potwierdziła, że aktorka wyzdrowiała po urazie i wróciła do pracy na planie w następnym tygodniu.

### Sezon 2
W listopadzie 2022 roku Netflix potwierdził produkcję drugiego sezonu serialu. 
W sierpniu 2023 roku ogłoszono, że aktor Bae Hyun-sung dołączy do obsady w drugim sezonie.
We wrześniu 2023 roku pojawiły się doniesienia, że Han So-hee źle się poczuła podczas kręcenia drugiego sezonu i uzyskała pozytywny wynik testu na COVID-19. Według jej agencji aktorka wracała do zdrowia w domu.
W styczniu 2024 roku Netflix ogłosił, że akcja drugiego sezonu będzie osadzona we współczesnych czasach i że premiera odbędzie się w 2024 roku. W tym samym miesiącu producenci potwierdzili, że do obsady nadchodzącego sezonu dołączyli aktorzy Lee Moo-saeng oraz Bae Hyun-sung.

## Premiera
Pierwszy sezon serialu został ekskluzywnie wydany na Netflixie 22 grudnia 2023 roku. Seria składa się z 10 odcinków podzielonych na dwie części: pierwsze siedem odcinków zostało wydanych jako Część 1, a pozostałe trzy odcinki jako Część 2, które ukazały się 5 stycznia 2024 roku.
Drugi sezon serialu zostanie wydany ekskluzywnie na Netflixie 27 września 2024 roku.

## Odbiór

### Odbiór krytyczny
Na stronie agregującej recenzje Rotten Tomatoes, 91% z 11 recenzji krytyków dotyczących serialu Potwór z Gyeongseongu jest pozytywne, a średnia wystawionych ocen  wyniosła 7,3/10. Chase Hutchinson z Collider ocenił serial na 5/10, stwierdzając, że „problem polega na tym, że reszta serialu przechodzi obok swoich najbardziej obiecujących elementów, zatrzymując się na nich zaledwie na chwilę". Jonathan Wilson z Ready Steady Cut uznał, że "połączenie znajomych elementów w tej konkretnej kompozycji wystarcza, aby zapewnić sporo ciągłego dramatu, zwłaszcza biorąc pod uwagę jakość produkcji". Keller z Decider napisał, że „pomimo naszych zastrzeżeń, Potwór z Gyeongseongu ma dobrą historię ukrytą w całym tym mroku, ale nie jesteśmy pewni, czy serial rzeczywiście skupi się na tej historii w miarę postępu pierwszego sezonu". Brian Lowry z CNN Entertainment stwierdził, że „choć może nie dorówna oglądalności Squid Game, to pod względem czystej wartości rozrywkowej przewyższa go w sposób, który zasługuje na to, by stać się hitem". MJ Marfori z TV5 Philippines opisał serial jako „udane połączenie suspensu i romansu, które z pewnością stanie się popularnym K-dramatem na całym świecie".  Indonezyjska pisarka Ayu Utami zauważyła, że "scenografia i kostiumy z lat czterdziestych były dość zaskakujące".

### Oglądalność
Potwór z Gyeongseongu zajął pierwsze miejsce w Korei Południowej trzy dni po swojej premierze, znalazł się na 3. miejscu w tygodniowej liście „Global Top 10” Netflixa dla najchętniej oglądanych seriali nieanglojęzycznych i otrzymał ciepłe przyjęcie w 20 krajach, w tym w Indiach, Filipinach, Singapurze, Tajlandii i Tajwanie, gdzie również znalazł się w Top 10. Pozostał w czołowej dziesiątce Netflixa przez kolejne trzy tygodnie.